# Молокуцко, Степан Константинович
Степа́н Константи́нович Молоку́цко (укр. Степан Костянтинович Молокуцько; 17 августа 1979, Жданов, УССР — 5 октября 2002, близ пос. Новотроицкое, Донецкая область, Украина) — украинский футболист, нападающий. Выступал за молодёжную сборную Украины и мариупольский «Металлург». Погиб в результате автокатастрофы 5 октября 2002 года.

## Игровая карьера
Родился 17 августа 1979 года в Жданове. В 1986-м попал в ДЮСШ спортклуба «Новатор») к тренеру Анатолию Стрепетову, где провёл девять лет. После этого на два года уехал в Донецк, поступив в Училище олимпийского резерва. В 1997-м вернулся в Мариуполь.
В чемпионате Украины дебютировал 6 мая 1997 года, в 37-м туре первой лиги в матче против краснопольского «Явора», а спустя год, после непродолжительной стажировки в фарм-клубе — макеевском «Шахтёре», стал игроком основы.
Провёл 120 матчей (25 голов) в чемпионате Украины, 12 матчей (2 гола) в Кубке Украины.
Из 25 голов, забитых Молокуцко, 22 выпали на матчи Высшей лиги чемпионата Украины.
В составе молодёжной сборной Украины Молокуцко сыграл 10 игр и забил 3 гола.
Один из голов был забит 5 июня 2001 года в матче против молодёжной сборной Уэльса: тогда Молокуцко после фола со стороны вратаря заработал пенальти и лично его реализовал.

## Гибель
28 сентября 2002 года на 59-й минуте поединка в Запорожье при счете 1:0 в пользу гостей арбитр матча Анатолий Жосан показал Степану Молокуцко жёлтую карточку: в связи с перебором карточек по итогам предыдущих встреч он должен был пропустить следующую встречу — домашний матч с «Шахтёром».
5 октября 2002 года, за день до игры «Мариуполя» и «Шахтёра» Степан отпросился у тренера и поехал на машине в Донецк к своей девушке Вике. Забрав её, он поехал обратно в Мариуполь. В 14:42 возле посёлка Новотроицкое у его «Фольксвагена» лопнуло колесо, в результате чего машина врезалась в дерево. Степан погиб на месте.
Матч между «Мариуполем» и «Шахтёром» начался на следующий день с минуты молчания в память о Степане.
8 октября Молокуцко был похоронен в Мариуполе на Старокрымском кладбище.

## Память
- Матч с запорожским «Металлургом» стал последним, в котором на футбольном поле появлялся игрок мариупольской команды (вскоре переименованной в «Ильичёвец») с десятым номером на спине. После 5-го октября этот номер навечно закреплен за Степаном.
- Память Молокуцко увековечивали болельщики «Мариуполя», вывешивая баннеры с именем Степана и нередко скандируя его имя на матчах[4].
- В 2006 году был учреждён ежегодный юношеский турнир имени Степана Молокуцко, проходивший в Мариуполе.